# Endocyathopora laticostata
Endocyathopora laticostata är en korallart som beskrevs av Stephen D. Cairns 1989. Endocyathopora laticostata ingår i släktet Endocyathopora och familjen Turbinoliidae. Inga underarter finns listade i Catalogue of Life.